# محوطه ورکمر
محوطه ورکمر مربوط به عصر برنز است و در شهرستان سلسله (الشتر)، بخش مرکزی، دهستان قلعه مظفری، ۷۰۰ متری جنوب شرق روستای مقصودآباد واقع شده و این اثر در تاریخ ۳۰ بهمن ۱۳۸۶ با شمارهٔ ثبت ۲۱۲۴۰ به‌عنوان یکی از آثار ملی ایران به ثبت رسیده است.